# Николлс, Артур Белл
Артур Белл Николлс (англ. Arthur Bell Nicholls. Ирландия, 6 января 1819 — 3 декабря 1906) — священник, муж английской писательницы Шарлотты Бронте.

## Биография
Артур Белл Николлс — выходец из провинции Северной Ирландии, земляк мистера Патрика Бронте, отца Шарлотты. Оба были из семьи мелких фермеров с десятью детьми, и оба служили местным священнослужителям, прежде чем поступить в университет. В 1826 году дядя Артура, преподобный Аллан Белл, устроил племянника в Королевскую школу учителем. Через 10 лет Артур отправился поступать в Тринити Колледж, Дублин, который существует по сей день в Ирландии. В 1844 году он успешно закончил его. Первым его местом духовного служения оказалась деревня Хауорт, и он приступил к своим обязанностям в мае 1845 года. Там он встретил Шарлотту Бронте и сделал ей предложение. В июне 1854 года они поженились, но вскоре после свадьбы Шарлотта умерла от осложнений, связанных с первой беременностью в марте 1855 года.
После внезапной смерти жены Артур (неохотно) стал владельцем авторских прав на её произведения. Общественный интерес к его жене, который и при жизни Шарлотты был довольно высок, возрос ещё больше после обнародования её смерти. Поскольку спекуляции прессы о личной жизни Шарлотты становились всё более интенсивными и неточными, Патрик Бронте обратился за помощью к подруге Шарлотты, писательнице Элизабет Гаскелл, чтобы исправить эти искажения путём того, чтобы Элизабет написала биографию Шарлотты. Артур неохотно принимал участие в этой работе, хотя всё же дал Элизабет добро на цитирование в тексте личных писем Шарлотты. Итогом стала выпущенная в 1857 году «Жизнь Шарлотты Бронте». Хотя очень скоро обнаружилось, что Элизабет допустила в тексте большой ряд вольностей в отношении описания родственников Шарлотты, Артур столкнулся с другой проблемой: в прессе стали появляться гневные письма от учителей Шарлотты по Кован-Бриджской школе, которые единогласно называли клеветой описание её тамошнего пребывания. В ответ Артур писал в газеты письма, в которых защищал жену и настаивал, что это была правда.   
Артур продолжал жить в доме тестя, работая помощником Патрика вплоть до смерти последнего в июне 1861 года. Хотя ожидалось, что после этого он займёт его пост, попечители церкви проголосовали против него и он подал в отставку. В октябре 1861 года Артур выставил содержимое пасторского дома на аукцион, оставив себе только семейные рукописи и личные вещи, и, раздав подарки на память слугам семьи, вернулся в Ирландию, где занялся сельским хозяйством. Артур больше никогда не служил священником. В 1864 году он женился на своей кузине Мэри Энн, дочери своего дяди, Алана Белла. Артур, как последний оставшийся из семьи Бронте, провёл 40 лет, скрываясь от бесконечных назойливых «биографов».
Он умер в Ирландии в 1906 году в возрасте 87 лет, пережив свою жену Шарлотту Бронте на 51 год.